# Avibrissosturmia lopesi
Avibrissosturmia lopesi là một loài ruồi trong họ Tachinidae.